# Australomimetus audax
Espèce
Synonymes
- Mimetus audax Hickman, 1929

Australomimetus audax est une espèce d'araignées aranéomorphes de la famille des Mimetidae.

## Distribution
Cette espèce est endémique d'Australie. Elle se rencontre en Tasmanie et au Victoria.

## Description
La femelle holotype mesure 5,40 mm.

## Publication originale
- Hickman, 1929 : Studies in Tasmanian spiders. Part III. Papers and Proceedings of the Royal Society of Tasmania, vol. 1928, p. 96-118 (texte intégral).